# Francesco Griffo
Pour les articles homonymes, voir Griffo (homonymie).

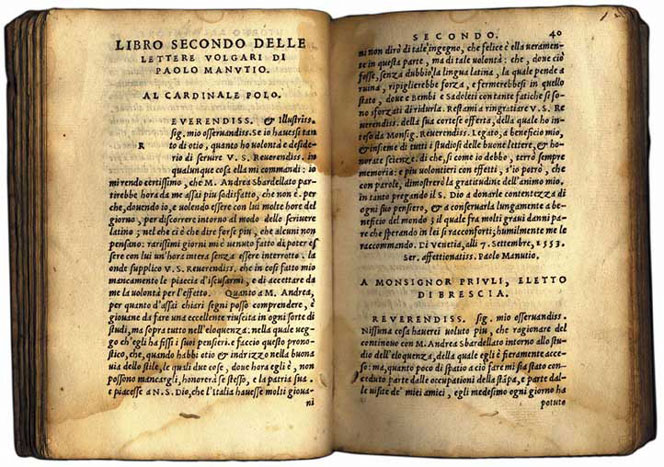
Lettres de Paul Manuce, édition d’Alde Manuce avec la typographie de Griffo.

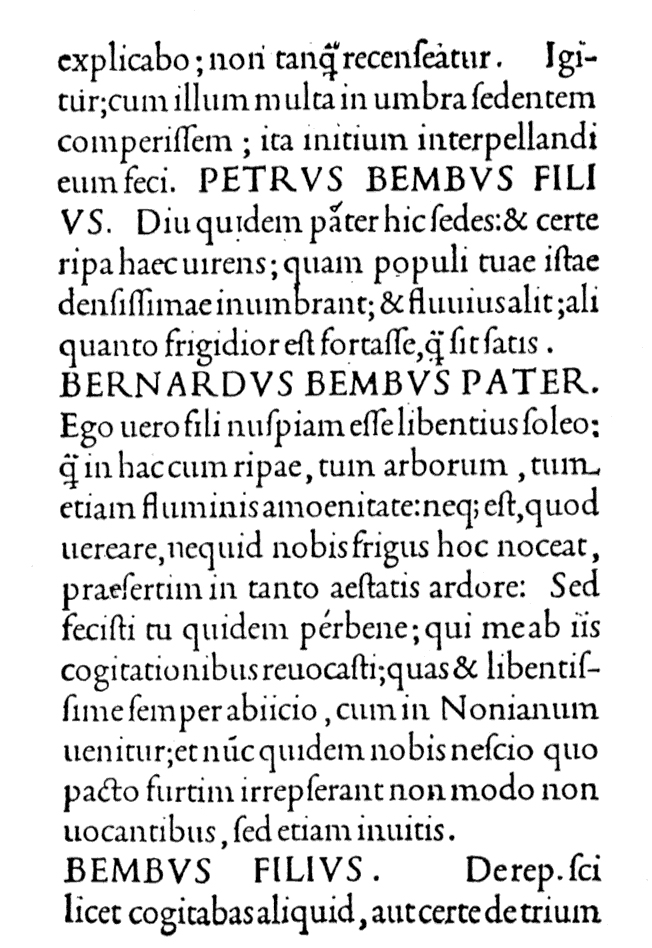
Page originale du De Aetna.

Francesco Griffo (parfois Grifi ou Griffi), dit aussi Francesco da Bologna, né vers 1450, mort à Bologne (Italie) en 1518, est un graveur de poinçons, créateur de caractères, fondeur de caractères et imprimeur italien. Selon une hypothèse émise par Antonio Panizzi au  XIXe siècle, Francesco Griffo et l’orfèvre, graveur et peintre Francesco Raibolini, dit Francesco Francia, dit lui aussi Francesco da Bologna, auraient été une seule et même personne : opinion combattue par Giacomo Manzoni et maintenant définitivement abandonnée, mais on la retrouve encore dans de nombreux documents.

## Biographie
Fils de l’orfèvre Cesare Griffo, il aurait appris la taille des poinçons et la fonte des caractères typographiques à Bologne, auprès du libraire et éditeur Benedetto Faelli, déjà renommé pour l’élégance de ses éditions. De 1475 à 1480, il est à Padoue, où il grave un modèle de Nicolas Jenson. Il se rend ensuite à Venise, où il déploie tous ses talents pour obtenir un emploi auprès de l’imprimeur le plus réputé de l’époque : Alde Manuce (1495).
Pour Manuce, il grave plusieurs alphabets grecs, en 1496 un caractère pour De Aetna de Pietro Bembo ; en 1499, un deuxième romain pour le Hypnerotomachia Poliphili (Le Songe de Poliphile) de Francesco Colonna, qui servira d’inspiration à Claude Garamont, à Dirk Voskens et à beaucoup d’autres, qui influenceront à leur tour William Caslon et les fondeurs des XVIe et XVIIe siècles ; et un caractère destiné à une édition de Virgile (1501). Ce caractère proche d’une cursive, incliné, est la première italique. Son dessin étroit permet de gagner de la place, et d’imprimer des livres plus petits, donc moins chers et plus faciles à vendre.
Malgré ses qualités, Griffo reste dans l’ombre de Manuce et demeure longtemps méconnu, au point d’être confondu avec « l’autre » Francesco da Bologna.
En 1502, il se querelle avec Alde Manuce, qui veut conserver le monopole des types grecs, lui interdisant par là de les vendre à d’autres imprimeurs, et il le quitte.
L’année suivante, il grave une nouvelle italique pour l’imprimeur Gershom Soncino, à Fano. Il ouvre sa propre imprimerie en 1516 et crée sa troisième italique pour imprimer son premier livre.
Griffo a été accusé d’avoir tué son gendre Cristoforo à coups de barre de fer (ou, selon d’autres versions, avec un poinçon inachevé), à la suite d’une altercation. Il aurait pour cela été condamné à mort et pendu. Quoi qu’il en soit, on perd sa trace à partir de 1518.

## Postérité

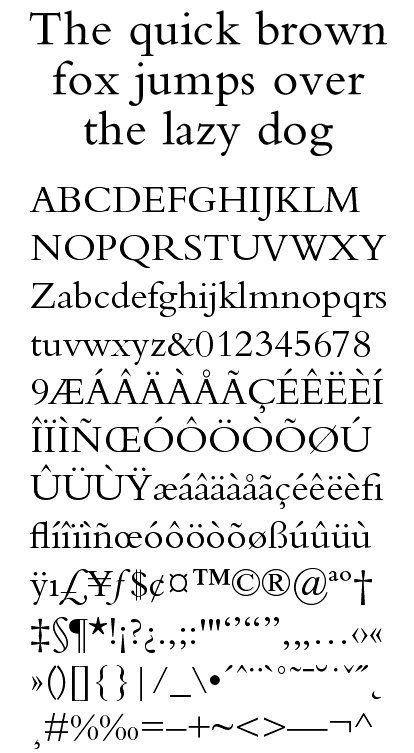
Bembo.
Matrices Monotype de Bembo.
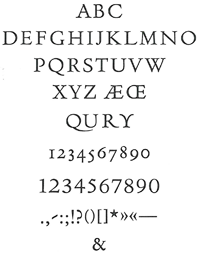
Poliphilus.

Les caractères créés par Griffo ont été repris et ont servi de modèle à de nombreuses polices ultérieures, aussi bien en plomb qu’en composition mécanique, puis numérique :
- Bembo, par Stanley Morison, pour Monotype (1929). Alfred Fairbank dessina des italiques pour le Bembo de Monotype, inspirés par Ludovico degli Arrighi, nommés Bembo condensed italic. Le romain de De Aetna inspira également les polices Cardo (David J. Perry) et Yale (Matthew Carter).
- Griffo, de Giovanni Mardersteig (1930).
- Dante, de Giovanni Mardersteig (1954).
- Poliphilus, d’après le deuxième romain pour le Poliphile, de Stanley Morison pour Monotype (1920).